# Boninena callistoderma
Boninena callistoderma é uma espécie de gastrópode  da família Bulimulidae.
É endémica de Japão.